# Al Kooper
Al Kooper, nato Alan Peter Kuperschmidt (New York, 5 febbraio 1944), è un musicista statunitense.
Tastierista, compositore, arrangiatore, produttore, è una figura centrale in tutta la musica rock dagli anni sessanta ad oggi. Pur avendo radici nel rock'n'roll e nel blues, è stato sempre aperto a nuove sperimentazioni.

## Biografia
Dopo aver esordito a fine anni cinquanta con il gruppo rock'n'roll The Royal Teens, ha raggiunto la fama come collaboratore di Bob Dylan in quelli che vengono comunemente considerati i suoi due capolavori, ovvero i dischi Highway 61 Revisited (a lui è accreditata l'invenzione del celeberrimo riff di organo di Like a Rolling Stone) e Blonde on Blonde, rispettivamente del 1965 e del 1966. In seguito tornerà a più riprese al fianco del cantautore americano negli album Self Portrait (1969), New Morning (1970), Empire Burlesque (1985), Knocked Out Loaded (1986) e Under the Red Sky (1991).
Sulla scia del successo conseguito con Dylan, forma prima i Blues Project, con i quali contribuisce a diffondere il verbo del blues revival e del folk psichedelico, e in seguito i Blood, Sweat & Tears, tra le prime band a tentare una fusion tra musica bianca e nera, ispirando quello che verrà poi denominato jazz-rock.
Nel 1968 dà alle stampe l'album di session informali Super Session, registrato insieme a Mike Bloomfield e Stephen Stills e considerato molto influente per il futuro sviluppo della fusion. L'anno successivo collabora con il giovanissimo Shuggie Otis, figlio del più noto Johnny, nell'album Kooper Session.
Ha collaborato con i Rolling Stones, The Who, Jimi Hendrix, Cream, Alice Cooper e B.B. King. Ha inoltre scoperto la band Southern rock Lynyrd Skynyrd e prodotto i loro primi tre dischi. Nel 1975 ha prodotto il debutto della band glam rock The Tubes.
È stato insegnante di composizione e tecniche d'incisione al Berklee College of Music.

## Discografia

### Solista
- 1969 – I Stand Alone
- 1969 – You Never Know Who Your Friends Are
- 1970 – Easy Does It
- 1971 – New York City (You're a Woman)
- 1972 – A Possible Projection of the Future
- 1973 – Naked Songs
- 1977 – Act Like Nothing's Wrong
- 1982 – Championship Wrestling
- 1994 – Rekooperation
- 2005 – Black Coffee
- 2008 – White Chocolate